# 分解可能測度
数学において分解可能測度（ぶんかいかのうそくど、英: decomposable measure）とは、有限測度の直和であるような測度のことを言う。可算個の測度の直和であるような σ-有限測度の一般化である。ラドン＝ニコディムの定理のように、σ-有限測度に対しては真となるが任意の測度に対しては真とならない定理が測度論にはいくつか存在する。そのような定理のいくつかは、より一般の分解可能測度の類に対しても真となる。しかし、実践上現れる分解可能測度のほとんどは σ-有限であるため、このような一般化はあまり用いられない。

## 例
- すべての部分集合が可測であるような非可算測度空間上の数え上げ測度は、分解可能測度であるが σ-有限ではない。フビニの定理とトネリの定理は σ-有限測度に対しては成立するが、この測度に対しては成立しない。
- いくつかの部分集合が可測でないような非可算測度空間上の数え上げ測度は、分解可能測度ではない。
- 測度無限大の一点空間（one-point space）は、分解可能ではない。